# Gillmeria macrornis
Gillmeria macrornis is een vlinder uit de familie vedermotten (Pterophoridae). De wetenschappelijke naam is voor het eerst geldig gepubliceerd in 1930 door Meyrick.
De soort komt voor in Europa.